# Extraliga (Unihockey) 2016/17
Die Extraliga 2016/17 ist die Austragung der tschechischen Unihockeymeisterschaft der Frauen der Saison 2016/17.

## Meisterschaft

### Hauptrunde

#### Teilnehmer
Die Extraliga 2016/17 setzt sich aus 12 Mannschaften zusammen.
| Mannschaft                    | Stadt     | Trainer           |
| ----------------------------- | --------- | ----------------- |
| 1. SC TEMPISH Vítkovice       | Ostrava   | Jiří Velecký      |
| FAT PIPE FLORBAL CHODOV       | Chodov    | Michaela Marešová |
| Herbadent FK Jižní Město      | Prag      |                   |
| FbŠ E.P. Bohemians            | Prag      | Pavel Krbec       |
| FBC ČPP Bystroň Group Ostrava | Ostrava   | Jakub Robenek     |
| Crazy girls FBC Liberec       | Liberec   | Tschechien        |
| K1 Florbal Židenice           | Žitenice  | Petra Prouzová    |
| FBK Jičín                     | Jičín     | Petr Čiháček      |
| ELITE PRAHA                   | Prag      |                   |
| Panthers Praha                | Prag      | Jan Tůma          |
| FBS Olomouc                   | Olomučany | Petr Dadej        |
| TJ Sokol Královské Vinohrady  | Prag      |                   |

#### Tabelle
Die Hauptrunde wird in 22 Partien ausgetragen. Dabei spielt jede Mannschaft je ein Mal zu Hause und ein Mal auswärts gegen jede Mannschaft. Sieger der regulären Saison ist somit der 1. SC TEMPISH Vítkovice. Die Mannschaft hat über die ganze Saison lediglich eine Partie verloren.
|     | Mannschaft                    | Sp | S  | SnV | NnV | V  | T  | T   | TD  | P    |
| --- | ----------------------------- | -- | -- | --- | --- | -- | -- | --- | --- | ---- |
| 1.  | 1. SC TEMPISH Vítkovice       | 22 | 21 | 0   | 0   | 1  | 63 | 201 | 40  | 161  |
| 2.  | FAT PIPE FLORBAL CHODOV       | 22 | 18 | 0   | 1   | 3  | 55 | 186 | 55  | 131  |
| 3.  | Herbadent FK Jižní Město      | 22 | 18 | 0   | 0   | 4  | 54 | 180 | 65  | 115  |
| 4.  | FbŠ E.P. Bohemians            | 22 | 15 | 1   | 1   | 5  | 48 | 142 | 92  | 50   |
| 5.  | FBC ČPP Bystroň Group Ostrava | 22 | 14 | 0   | 0   | 8  | 42 | 153 | 116 | 37   |
| 6.  | Crazy girls FBC Liberec       | 22 | 10 | 0   | 0   | 12 | 30 | 92  | 124 | −32  |
| 7.  | K1 Florbal Židenice           | 22 | 8  | 0   | 3   | 11 | 27 | 71  | 94  | −23  |
| 8.  | FBK Jičín                     | 22 | 7  | 2   | 0   | 13 | 25 | 72  | 138 | −66  |
| 9.  | ELITE PRAHA                   | 22 | 6  | 2   | 1   | 13 | 23 | 74  | 150 | −76  |
| 10. | Panthers Praha                | 22 | 3  | 2   | 0   | 17 | 13 | 60  | 141 | −81  |
| 11. | FBS Olomouc                   | 22 | 3  | 1   | 1   | 17 | 12 | 63  | 152 | −89  |
| 12. | TJ Sokol Královské Vinohrady  | 22 | 1  | 0   | 1   | 20 | 4  | 66  | 193 | −127 |

### Playoffs
Das Playoff-Viertel- sowie Halbfinal werden im Modus Best-of-Seven ausgetragen. Der Playofffinal wird als Superfinal in der O₂ Arena in Prag ausgetragen.

#### Viertelfinal
Chodov, der 1. SC TEMPISH und der Herbadent FK qualifizieren sich bereits nach vier Spielen für die Halbfinals. Ostrava qualifiziert sich erst nach sieben Spielen für den Halbfinal.
|                          |   |                               | Serie | 1    | 2         | 3    | 4    | 5   | 6   | 7   |
| ------------------------ | - | ----------------------------- | ----- | ---- | --------- | ---- | ---- | --- | --- | --- |
| FAT PIPE FLORBAL CHODOV  | – | Crazy girls FBC Liberec       | 4:0   | 9:4  | 6:4       | 10:5 | 11:2 | –   | –   | –   |
| Herbadent FK Jižní Město | – | K1 Florbal Židenice           | 4:0   | 7:3  | 4:3 n. P. | 10:1 | 5:1  | –   | –   | –   |
| 1. SC TEMPISH Vítkovice  | – | FBK Jičín                     | 4:0   | 12:2 | 10:0      | 10:2 | 9:1  | –   | –   | –   |
| FbŠ E.P. Bohemians       | – | FBC ČPP Bystroň Group Ostrava | 3:4   | 10:2 | 8:7       | 10:6 | 3:8  | 6:7 | 2:8 | 6:9 |

#### Halbfinal
Die Halbfinals werden zwischen den ersten drei und fünftplatzierten Mannschaft der regulären Saison ausgetragen.
|                         |   |                               | Serie | 1    | 2    | 3         | 4    | 5   | 6 | 7 |
| ----------------------- | - | ----------------------------- | ----- | ---- | ---- | --------- | ---- | --- | - | - |
| FAT PIPE FLORBAL CHODOV | – | Herbadent FK Jižní Město      | -:-   | 7:4  | 3:4  | 3:2 n. P. | 4:3  | 9:1 | – | – |
| 1. SC TEMPISH Vítkovice | – | FBC ČPP Bystroň Group Ostrava | 4:0   | 14:6 | 11:5 | 5:3       | 12:5 | –   | – | – |

#### Superfinal
| 17. April 2017 | Montag |  |  |  | O₂ Arena, Prag |

### Playouts
In den Playouts treffen die letzten vier Mannschaften der regulären Saison aufeinander. Dabei spielt der Neunte gegen den Zwölften und der Zehnte gegen den Elften.

#### Erste Runde
In der ersten Runde treffen ELITE PRAHA und TJ Sokol Královské Vinohrady sowie die Panthers Praha und FBS Olomuc aufeinander.
|                |   |                              | Serie | 1   | 2   | 3   | 4         | 5   | 6   | 7 |
| -------------- | - | ---------------------------- | ----- | --- | --- | --- | --------- | --- | --- | - |
| ELITE PRAHA    | – | TJ Sokol Královské Vinohrady | 1:4   | 3:4 | 5:4 | 1:8 | 2:3 n. P. | 2:5 | –   | – |
| Panthers Praha | – | FBS Olomouc                  | 2:4   | 6:1 | 4:5 | 1:3 | 5:4 n. P. | 2:4 | 2:4 | – |

#### Finale
Im Playout-Final treffen somit der 9. und 11. der regulären Saison aufeinander.
|             |   |                | Serie | 1   | 2   | 3   | 4   | 5 | 6 | 7 |
| ----------- | - | -------------- | ----- | --- | --- | --- | --- | - | - | - |
| ELITE PRAHA | – | Panthers Praha | -:-   | 4:7 | 2:3 | -:- | -:- | – | – | – |